# Yinchuan
Yinchuan (银川) (literalmente a “Rio da Prata”), é uma cidade da China, capital da província de Ningxia.

## Ligações externas

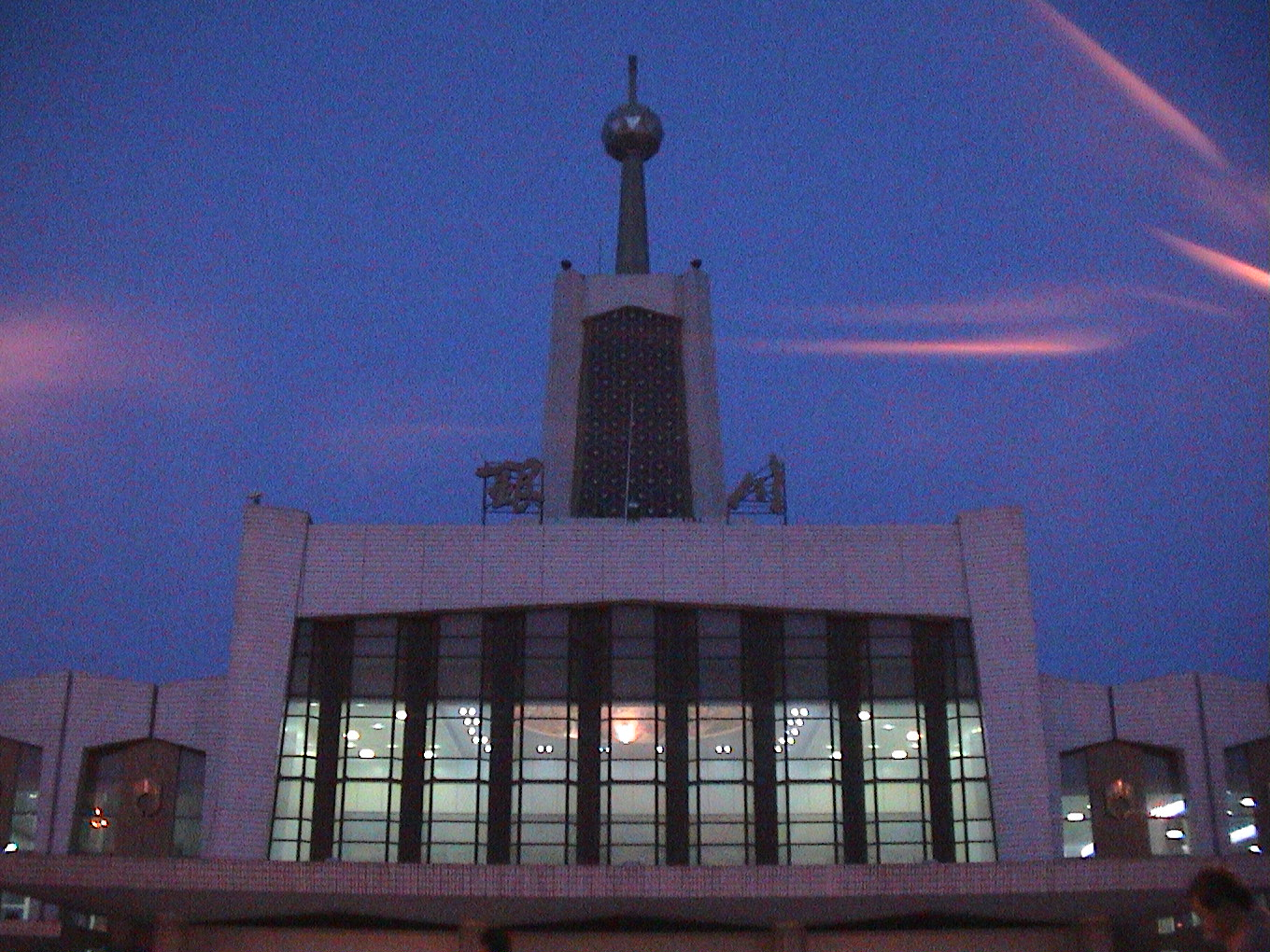
Estação Yinchuan

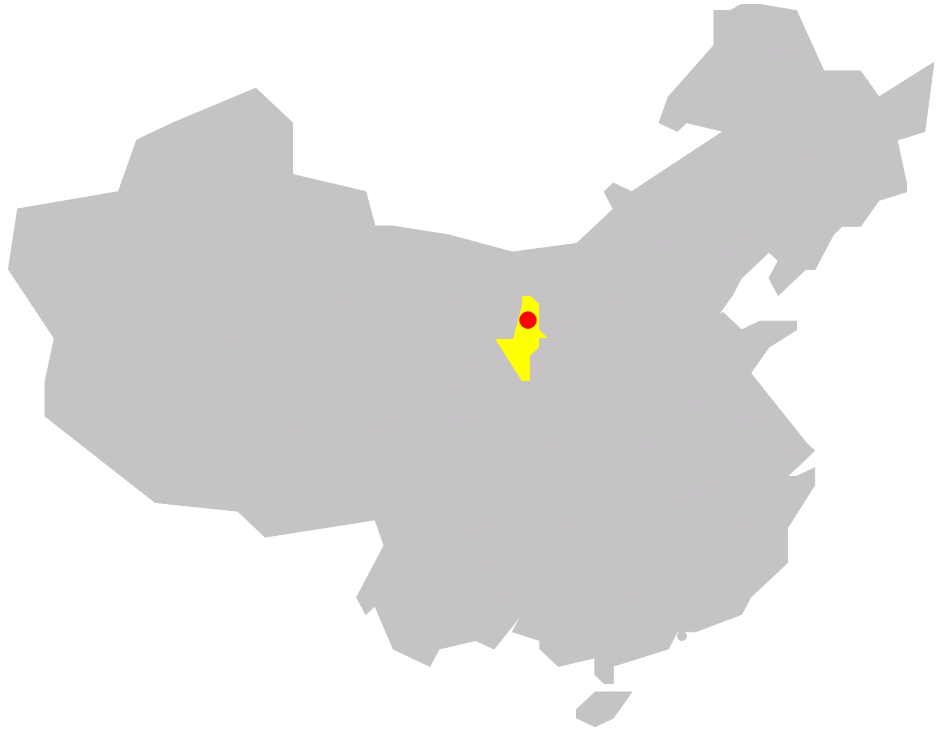
Yinchuan em China

## Subdivisões
- Distrito de Xingqing (兴庆区)
- Distrito de Jinfeng (金凤区)
- Distrito de Xixia (西夏区)
- Cidade de Lingwu (灵武市)
- Condado de Yongning (永宁县)
- Condado de Helan (贺兰县)